# ひだかなみ
ひだか なみは、日本のイラストレーター。広島県出身。A型。獅子座。

## 主な作品リスト

### 挿絵
- 吸血鬼はお年ごろ（赤川次郎著・コバルト文庫）-※2009年刊行版
- 放課後あやかし姫（足塚鰯著・コバルト文庫）
- 四方探偵事務所（綾部いちい著・B's-LOG文庫）
- 鞠子の占い事件簿（小川いら著・B's-LOG文庫）
- アマテラスの封印（倉本由布著・コバルト文庫）
  - 天つ恋ふる千世も咲く（倉本由布著・コバルト文庫）
  - ツクヨミの末裔（倉本由布著・コバルト文庫）
  - パンドーラ〜水の神話〜（倉本由布著・コバルト文庫）
- NEO忍者伝 シークレット×ヴァーサス（嶋田純子著・ダイナミックアーク）- ※電子書籍
- 貴族探偵エドワード（椹野道流著・角川ビーンズ文庫）
- 秘密クラブ（椹野道流著・パレット文庫）
- ルーク&レイリア（葉山透著・一迅社文庫アイリス）
- 片側の未来（広瀬もりの著・エタニティブックスRouge/エタニティ文庫）-※表紙のみ
- ナチュラルキス（風著・エタニティブックスBlanc/エタニティ文庫）-※表紙のみ
- 紅の勾玉 姫君の幼馴染は陰陽師（大槻はぢめ著・ティアラ文庫）
- 雨色*螺旋（広瀬もりの著・エタニティブックスRose/エタニティ文庫）-※表紙のみ
- 神獣の都（柚月ことり著・もえぎ文庫）
- パティシエは最強の魔術師です。（いわなぎ一葉著・一迅社文庫アイリス）
- 桜色恋花伝 月下の婚礼（平純希著・ティアラ文庫）
- 冥界伯爵と恋しない令嬢（魚住ユキコ著・一迅社文庫アイリス）
- 永遠の魔法使い（広瀬もりの著・エタニティブックスRose）-※表紙のみ
- ヴィクトリアン・ロマンス 夜は悪魔のような伯爵と（水島忍著・ティアラ文庫）
- 大恋愛をお約束します!?（広瀬もりの著・エタニティブックスRouge）-※表紙のみ
- 鏡ヶ原遺聞（天堂里砂著・C★NOVELSファンタジア）
- ラスト・ダンジョン（広瀬もりの著・エタニティブックスRose）-※表紙のみ
- 奥様は貴腐人 旦那様はボイスマイスター（森美紗乃著・講談社X文庫）
- 月影に咲く華（天原ちづる著・一迅社文庫アイリス）
- オペラ座の怪人 地下にひびく、恐怖のメロディー（ガストン・ルルー著・村松定史訳・集英社みらい文庫）
- お帰りください、勇者さま（天野頌子著・f-Clan文庫）
- 子爵探偵 甘い口づけは謎解きのあとで（館山緑著・ティアラ文庫）
- 萬屋あやかし事件帖（天堂里砂著・C★NOVELSファンタジア）
- 魔界カンパニー（夜野しずく著・角川ビーンズ文庫）
- 彷徨う勇者 魔王に花（沙藤菫著・C★NOVELSファンタジア）
- ウエディングベルの鳴らしかた（里崎雅著・エバーロマンス）
- 宅配便の彼はイケメン（白金あろは著・ハニータイム文庫）- ※電子書籍
- 王子さまは週末に待っている（稀崎朱里著・エバーロマンス）
- 薬の罠に気をつけて（宮野りう著・一迅社文庫アイリス）
- 乙女ゲームの破滅フラグしかない悪役令嬢に転生してしまった…（山口悟著・一迅社文庫アイリス）※コミカライズも担当
- 公爵令嬢は騎士団長(62)の幼妻（筧千里著・カドカワBOOKS）
- レディローズは平民になりたい（こおりあめ著・角川ビーンズ文庫）
- 余命六ヶ月延長してもらったから、ここからは私の時間です（編乃肌著・モーニングスターブックス）
- 魔法薬師が二番弟子を愛でる理由 〜専属お食事係に任命されました〜（逢坂なつめ著・カドカワBOOKS）
- カフェ・グリムへようこそ シンデレラとカボチャのタルト（藤浪智之著・富士見L文庫）-※表紙のみ
- 転生先が少女漫画の白豚令嬢だった（桜あげは著・B's-LOG文庫）
- パーティーメンバーに婚約者の愚痴を言っていたら実は本人だった件（ぷにちゃん著・Mノベルスf）
- 99回断罪されたループ令嬢ですが今世は「超絶愛されモード」ですって!? 〜真の力に目覚めて始まる100回目の人生〜（裕時悠示著・DREノベルス）

### ゲーム
- 水の旋律シリーズ（KID）- キャラクターデザイン、一部原画
  - 水の旋律
  - 水の旋律　協奏曲
  - 水の旋律2～緋の記憶～
  - 水の旋律 ポータブル（移植版、サイバーフロント）
- 紅炎のソレンティア（サーファーズパラダイス / オンラインゲーム） - 一部キャラクターデザイン、小説挿絵
- 恋の六法全書（ジグノシステムジャパン「@もちこ」 / 携帯ゲーム） - キャラクターデザイン
- ラブ★コーディネート（恋色プリンセス / 携帯ゲーム） - 挿絵、原画
- アンチェインブレイズ レクス（カンヘル）

### 漫画
- 乙女ゲームの破滅フラグしかない悪役令嬢に転生してしまった…（山口悟原作・コミックZERO-SUM連載）※小説挿絵も担当

### その他
- 悪役令嬢転生おじさん（アニメ第4話エンドカード）[1]